# 1994-es Fonogram díj átadása
Az 1994-es Arany Zsiráf-díjkiosztó

## Az év hazai albuma
Zorán - Az elmúlt 30 év (PolyGram-3T)
- Ákos - Karcolatok (Hungaroton-Gong)
- Mester és Tanítványai - Hívők földjén (LP)
- Rapülők - Rapeta (BMG)
- Tátrai Band - New York, New York - Best Of (Magneoton)

## Az év hangfelvétele
Tátrai Band - New York - Best Of (Magneoton) hangmérnök: Dorozsmai Péter
- Ákos - Karcolatok (Hungaroton-Gong) hangmérnök: Dorozsmai Péter
- Deák 'Bill' Gyula - Bűnön, börtönön (Hungaroton-Gong) hangmérnök: Otto Tivadar
- Rapülők - Repeta (BMG) hangmérnök: Berkes Gábor
- Zorán - Az elmúlt 30 év (PolyGram) hangmérnök: Dorozsmai Péter / Kölcsényi Attila

## Az év hazai lemezborítója
Pál Utcai Fiúk - Szerelemharc, borítótervező: Nyírő Attila / Leskovics Gábor
- Bornai Tibor - Átvitt étterem, borítótervező: Kismarty-Lechner Balázs/Planek Péter
- Hobo - I Love You Budapest, borítótervező: Viszt György
- Sex Action - Mocskos élet, borítótervező: Zana Zoltán
- Sex Action - Olcsó élvezet, borítótervező: Mátyás Attila

## Az év hazai videóklipje
Ákos - Helló, rendező: Rohonyi Gábor
- Alvajárók - Crazy Dance, rendező: Bergendy Péter
- Rapülők - Piti Wumen, rendező: Kapitány Iván
- Republic - Nagy bajban van..., rendező: Wilpert Imre / Boros Lajos
- Sipos F. Tamás - Buli van, rendező: Márton Zoltán

## Az év koncertje
Aerosmith
- Demjén Ferenc
- Metallica
- Rapülők turné
- U2